# Saison 2 de Ça bulle !
 (août 2018).
Si vous disposez d'ouvrages ou d'articles de référence ou si vous connaissez des sites web de qualité traitant du thème abordé ici, merci de compléter l'article en donnant les références utiles à sa vérifiabilité et en les liant à la section « Notes et références ».
Chronologie
Saison 1 Saison 3
Cet article recense la liste des épisodes de la deuxième saison de la série d'animation américaine Ça bulle ! (Fish Hooks). Elle est diffusée depuis le 4 novembre 2011 jusqu'au 17 mai 2013 sur Disney Channel.

## Épisodes
| No. de série | No. de saison | Titre                                                                  | Réalisation                     | Scénario                                                                                                  | Première diffusion | Première diffusion |
| --- | ------------- | ---------------------------------------------------------------------- | ------------------------------- | --- | ------------------ | ------------------ |
| 41 | 1             | Halloween Halloween Haul                                               | C.H. Greenblatt & William Reiss | Nick Confalone, Neal Dusedeau, Meghan McCarthy & Tim McKeon                                               | 7 octobre 2011     | 28 mars 2012       |
| Le jour de l'Halloween vient à Clairefontaine, et le gang est impatient de recevoir beaucoup de bonbons, mais Jean Poulpieuvre bat les personnes au « un bonbon ou un sort » et vole leurs bonbons. Pour obtenir leurs bonbons et ne pas se faire battre par Jocktopus, ils sortent des réservoirs pour « un bonbon ou un sort ». |               |                                                                        |                                 | |                    |                    |
| 42 | 2             | Béa... Tissimine Bea's Commercial                                      | C.H. Greenblatt & William Reiss | Nick Confalone, Neal Dusedau, Meghan McCarthy & Tim McKeon                                                | 4 novembre 2011    | 14 mars 2012       |
| |               |                                                                        |                                 | |                    |                    |
| 43 | 3             | Le Secret de Steve Jackson Hairnoid                                    | C.H. Greenblatt & William Reiss | Tim McKeon                                                                                                | 4 novembre 2011    | 14 mars 2012       |
| |               |                                                                        |                                 | |                    |                    |
| 44 | 4             | Un amour de poisson-chat Adventures of Fish Sitting                    | C.H. Greenblatt & William Reiss | Diana Lafyatis                                                                                            | 18 novembre 2011   | 21 mars 2012       |
| Invité : Dee Bradley Baker dans le rôle d'Attila |               |                                                                        |                                 | |                    |                    |
| 45 | 5             | Musique interdite Banned Band                                          | C.H. Greenblatt & William Reiss | Nick Confalone, Neal Dusedau, Meghan McCarthy & Tim McKeon                                                | 25 novembre 2011   | 21 mars 2012       |
| Invité : Doug Brochu dans le rôle du leader du groupe de musique |               |                                                                        |                                 | |                    |                    |
| 46 | 6             | Milo et le Poisson-Noël Merry Fishmas, Milo                            | C.H. Greenblatt & William Reiss | Nick Confalone, Neal Dusedau, Meghan McCarthy & Tim McKeon                                                | 9 décembre 2011    | 20 juin 2012       |
| Invité : Bobcat Goldthwait dans le rôle du Poisson-Noël |               |                                                                        |                                 | |                    |                    |
| 47 | 7             | Non coupable ! Milo on the Lam                                         | C.H. Greenblatt & William Reiss | Nick Confalone, Neal Dusedau, Meghan McCarthy & Tim McKeon                                                | 6 janvier 2012     | 28 mars 2012       |
| |               |                                                                        |                                 | |                    |                    |
| 48 | 8             | Retour vers le passé Break Up Shake Down                               | C.H. Greenblatt & William Reiss | Nick Confalone, Neal Dusedau, Meghan McCarthy & Tim McKeon                                                | 6 janvier 2012     | 4 avril 2012       |
| |               |                                                                        |                                 | |                    |                    |
| 49 | 9             | Bébé et Hank Just One of the Fish                                      | C.H. Greenblatt & William Reiss | Nick Confalone, Neal Dusedau, Meghan McCarthy & Tim McKeon                                                | 20 janvier 2012    | 20 juin 2012       |
| |               |                                                                        |                                 | |                    |                    |
| 50 | 10            | Le Yéti Homard Rock Lobster Yeti                                       | C.H. Greenblatt & William Reiss | Derek Evanick, Diana Lafyatis & Tim McKeon                                                                | 27 janvier 2012    | 13 juin 2012       |
| |               |                                                                        |                                 | |                    |                    |
| 51 | 11            | Silence, on tourne ! Spoiler Alert                                     | C.H. Greenblatt & William Reiss | Nick Confalone, Neal Dusedau, Meghan McCarthy & Tim McKeon                                                | 27 janvier 2012    | 13 juin 2012       |
| |               |                                                                        |                                 | |                    |                    |
| 52 | 12            | Quiproquos Bea Dates Milo                                              | C.H. Greenblatt & William Reiss | Nick Confalone, Neal Dusedeau, Meghan McCarthy & Tim McKeon                                               | 10 février 2012    | 4 avril 2012       |
| |               |                                                                        |                                 | |                    |                    |
| 53 | 13            | L'Admiratrice secrète d'Oscar Oscar's Secret Admirer                   | C.H. Greenblatt & William Reiss | Darrick Bachman                                                                                           | 10 février 2012    | 11 avril 2012      |
| |               |                                                                        |                                 | |                    |                    |
| 54 | 14            | L'Anniversaire de Clamantha Sixteen Clamdles                           | C.H. Greenblatt & William Reiss | Nick Confalone, Neal Dusedeau, Meghan McCarthy & Tim McKeon                                               | 24 février 2012    | 11 avril 2012      |
| |               |                                                                        |                                 | |                    |                    |
| 55 | 15            | Un amour de poisson Send Me an Angel Fish                              | C.H. Greenblatt & William Reiss | Nick Confalone, Neal Dusedeau, Meghan McCarthy & Tim McKeon                                               | 2 mars 2012        | 27 juin 2012       |
| Invitée : Felicia Day dans le rôle d'Angela |               |                                                                        |                                 | |                    |                    |
| 56 | 16            | Les Poissons-experts Science Fair Detective Mystery                    | C.H. Greenblatt & William Reiss | Nick Confalone & Neal Dusedeau                                                                            | 13 avril 2012      |                    |
| |               |                                                                        |                                 | |                    |                    |
| 57 | 17            | Un poisson en couple Guys' Night Out                                   | C.H. Greenblatt & William Reiss | Nick Confalone, Neal Dusedeau, Meghan McCarthy & Tim McKeon                                               | 27 avril 2012      |                    |
| Invité : Wallace Shawn dans le rôle du Roi des rats |               |                                                                        |                                 | |                    |                    |
| 58 | 18            | La fête des furets Bea Sneaks Out                                      | C.H. Greenblatt & William Reiss | Nick Confalone, Neal Dusedeau, Meghan McCarthy & Tim McKeon                                               | 11 mai 2012        |                    |
| Invité : Jason Mewes dans le rôle de Jason |               |                                                                        |                                 | |                    |                    |
| 59 | 19            | Béa-droïde Busy Bea: Rising of the Machines                            | C.H. Greenblatt & William Reiss | Nick Confalone, Neal Dusedeau, Meghan McCarthy & Tim McKeon                                               | 11 mai 2012        |                    |
| |               |                                                                        |                                 | |                    |                    |
| 60 | 20            | Être ou ne pas être chic So-fish-ticated                               | C.H. Greenblatt & William Reiss | Nick Confalone, Neal Dusedeau, Meghan McCarthy & Tim McKeon                                               | 1er juin 2012      |                    |
| |               |                                                                        |                                 | |                    |                    |
| 61 | 21            | Les Nouveaux Colocataires de Béa Milo and Oscar Move In                | C.H. Greenblatt & William Reiss | Nick Confalone, Neal Dusedeau, Meghan McCarthy & Tim McKeon                                               | 8 juin 2012        |                    |
| |               |                                                                        |                                 | |                    |                    |
| 62 | 22            | Oscar le Séducteur Oscar is a Playa                                    | C.H. Greenblatt & William Reiss | Maxwell Atoms, C.H. Greenblatt, William Reiss & Ian Wasseluk                                              | 22 juin 2012       | 29 octobre 2013    |
| |               |                                                                        |                                 | |                    |                    |
| 63 | 23            | Écailles et Paillettes Little Fish Sunshine                            | C.H. Greenblatt & William Reiss | Derek Evanick & Diana Lafyatis                                                                            | 6 juillet 2012     |                    |
| |               |                                                                        |                                 | |                    |                    |
| 64 | 24            | La Croisière All Fins on Deck                                          | C.H. Greenblatt & William Reiss | David Teitelbaum                                                                                          | 13 juillet 2012    |                    |
| |               |                                                                        |                                 | |                    |                    |
| 65 | 25            | Les Poissons-vaches Cattlefish, Ho !                                   | C.H. Greenblatt & William Reiss | Nick Confalone, Neal Dusedeau, Meghan McCarthy & Tim McKeon                                               | 13 juillet 2012    |                    |
| |               |                                                                        |                                 | |                    |                    |
| 66 | 26            | La fête des frères Brothers Day                                        | C.H. Greenblatt & William Reiss | Nick Confalone, Neal Dusedeau, Meghan McCarthy & Tim McKeon                                               | 20 juillet 2012    |                    |
| |               |                                                                        |                                 | |                    |                    |
| 67 | 27            | La Poupée Hantée Unfinished Doll Business                              | C.H. Greenblatt & William Reiss | Nick Confalone, Neal Dusedeau, Meghan McCarthy & Tim McKeon                                               | 11 août 2012       |                    |
| |               |                                                                        |                                 | |                    |                    |
| 68 | 28            | Jamais son mon milkshake Milo's Magical Shake                          | C.H. Greenblatt & William Reiss | Nick Confalone, Neal Dusedeau, Meghan McCarthy & Tim McKeon                                               | 7 septembre 2012   |                    |
| |               |                                                                        |                                 | |                    |                    |
| 69 | 29            | Nos voisines les araignées Spider Bite                                 | C.H. Greenblatt & William Reiss | Nick Confalone, Neal Dusedeau, Meghan McCarthy & Tim McKeon                                               | 14 septembre 2012  |                    |
| Invité : Ed O'Neill dans le rôle de Riff |               |                                                                        |                                 | |                    |                    |
| 70 | 30            | Principale Béa Principal Bea                                           | C.H. Greenblatt & William Reiss | Maxwell Atoms, C.H. Greenblatt, Joe Johnston, Noah Z. Jones & William Reiss                               | 21 septembre 2012  |                    |
| |               |                                                                        |                                 | |                    |                    |
| 71 | 31            | Petit boulot et gros tracas Fish at Work                               | C.H. Greenblatt & William Reiss | Nick Confalone, Neal Dusedeau, Meghan McCarthy & Tim McKeon                                               | 28 septembre 2012  |                    |
| |               |                                                                        |                                 | |                    |                    |
| 72 | 32            | Albert le Vampire Chicks Dig Vampires                                  | C.H. Greenblatt & William Reiss | Nick Confalone, Neal Dusedeau, Meghan McCarthy & Tim McKeon                                               | 5 octobre 2012     | 29 octobre 2013    |
| |               |                                                                        |                                 | |                    |                    |
| 73 | 33            | Monsieur Baldwin est amoureux Fish Lips Sink Ships                     | C.H. Greenblatt & William Reiss | Nick Confalone, Neal Dusedeau, Meghan McCarthy & Tim McKeon                                               | 26 octobre 2012    |                    |
| |               |                                                                        |                                 | |                    |                    |
| 74 | 34            | Le fabuleux cadeau Bea's Birthday Surprise                             | C.H. Greenblatt & William Reiss | Maxwell Atoms, Derek Evanick, C.H. Greenblatt, Noah Z. Jones, Diana Lafyatis & William Reiss              | 9 novembre 2012    |                    |
| |               |                                                                        |                                 | |                    |                    |
| 75 | 35            | Madame Craporrible Get a Yob !                                         | C.H. Greenblatt & William Reiss | Maxwell Atoms, Derek Evanick, C.H. Greenblatt, Noah Z. Jones, William Reiss & Ian Wasseluk                | 9 novembre 2012    |                    |
| |               |                                                                        |                                 | |                    |                    |
| 76 | 36            | L'Exposé de Sciences Fuddy Duddy Study Buddy                           | C.H. Greenblatt & William Reiss | Nick Confalone, Neal Dusedeau, Meghan McCarthy & Tim McKeon                                               | 30 novembre 2012   |                    |
| |               |                                                                        |                                 | |                    |                    |
| 77 | 37            | Le complexe du poisson Fish Flakes                                     | C.H. Greenblatt & William Reiss | Maxwell Atoms, C.H. Greenblatt, Noah Z. Jones & William Reiss                                             | 11 janvier 2013    |                    |
| |               |                                                                        |                                 | |                    |                    |
| 78 | 38            | Les Olympiades des Grands-Mères Super Extreme Grandma Games to the Max | C.H. Greenblatt & William Reiss | Nick Confalone, Neal Dusedeau, Meghan McCarthy & Tim McKeon                                               | 18 janvier 2013    |                    |
| |               |                                                                        |                                 | |                    |                    |
| 79 | 39            | L'Incroyable Histoire de Koi Koi Story                                 | C.H. Greenblatt & William Reiss | Maxwell Atoms, C.H. Greenblatt, Noah Z. Jones, Blake Lemons & William Reiss                               | 15 février 2013    |                    |
| |               |                                                                        |                                 | |                    |                    |
| 80 | 40            | Sacrée descente Sea Bea Ski                                            | C.H. Greenblatt & William Reiss | Maxwell Atoms, Darrick Bachman, C.H. Greenblatt, Joe Johnston, Noah Z. Jones, Craig Lewis & William Reiss | 26 avril 2013      |                    |
| |               |                                                                        |                                 | |                    |                    |
| 81 | 41            | L'Invasion des saumons Night At The Loxbury                            | C.H. Greenblatt & William Reiss | Maxwell Atoms, Darrick Bachman, C.H. Greenblatt, Noah Z. Jones & William Reiss                            | 26 avril 2013      |                    |
| |               |                                                                        |                                 | |                    |                    |
| 82 | 42            | Le Bal de promo Fish Prom                                              | C.H. Greenblatt & William Reiss | Maxwell Atoms, Derek Evanick, C.H. Greenblatt, Noah Z. Jones, Diana Lafyatis & William Reiss              | 17 mai 2013        |                    |
| |               |                                                                        |                                 | |                    |                    |